# Kostel Povýšení svatého Kříže (Levín)
Kostel Povýšení svatého Kříže v Levíně je římskokatolický filiální kostel v obci Levín na Litoměřicku. Současná pozdně barokní podoba této sakrální stavby tvaru rotundy je z roku 1791. Od roku 1964 je kostel chráněn jako kulturní památka.

## Historie

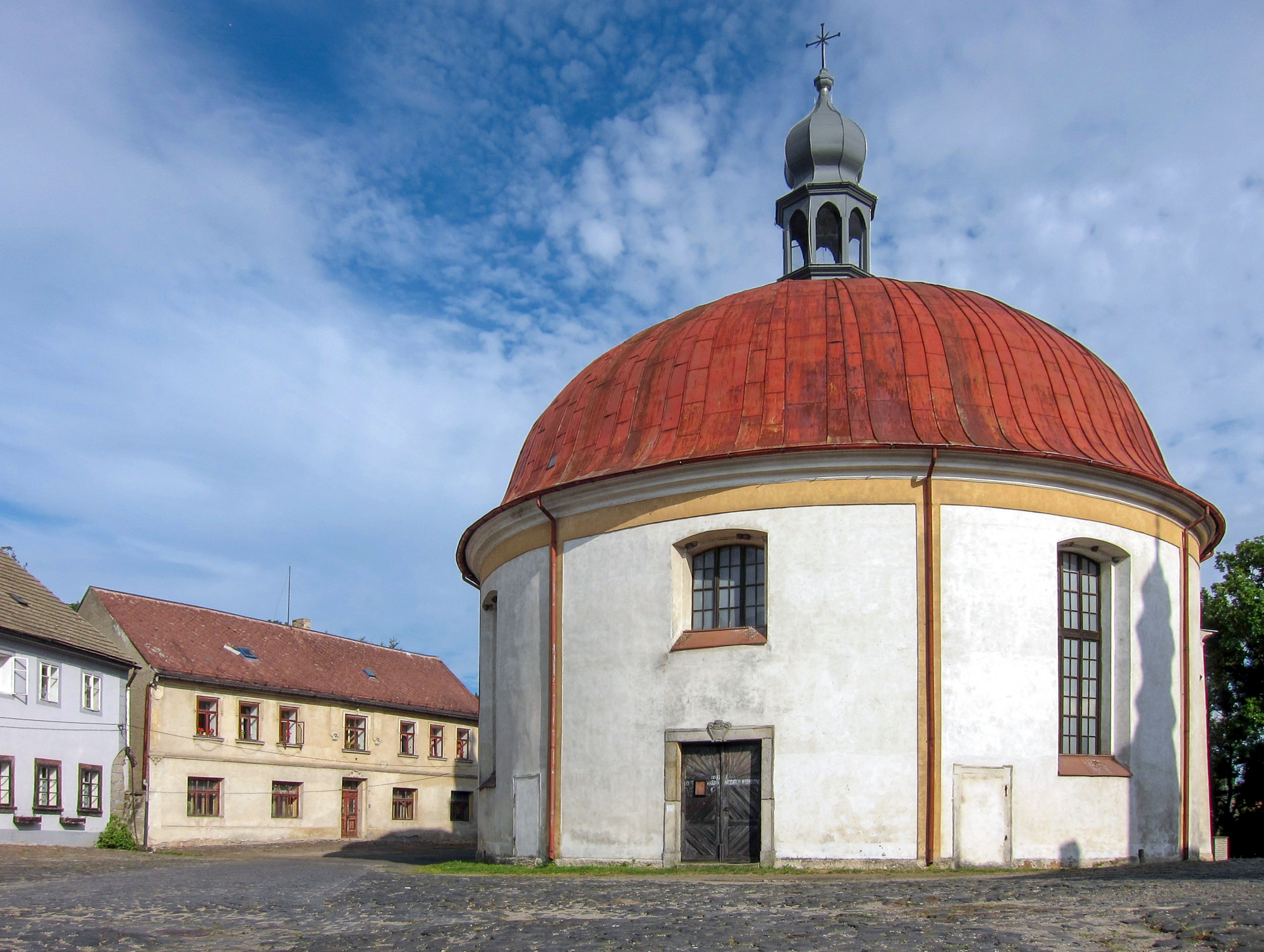
Kostel Povýšení sv. Kříže s červenou kupolí v roce 2012

Kostel byl založen roku 1788 podle návrhu T. Grubera. Poté byl 3. května 1791 vysvěcen 7. litoměřickým biskupem Ferdinandem Kindermannem, ale vzápětí v roce 1791 vyhořel a musel být v roce 1798 znovu postaven. Císařské posvícení nařízené Josefem II. se v kostele slaví každoročně 21. října, nebo se slaví třetí říjnovou neděli po svátku svatého Havla.

## Architektura

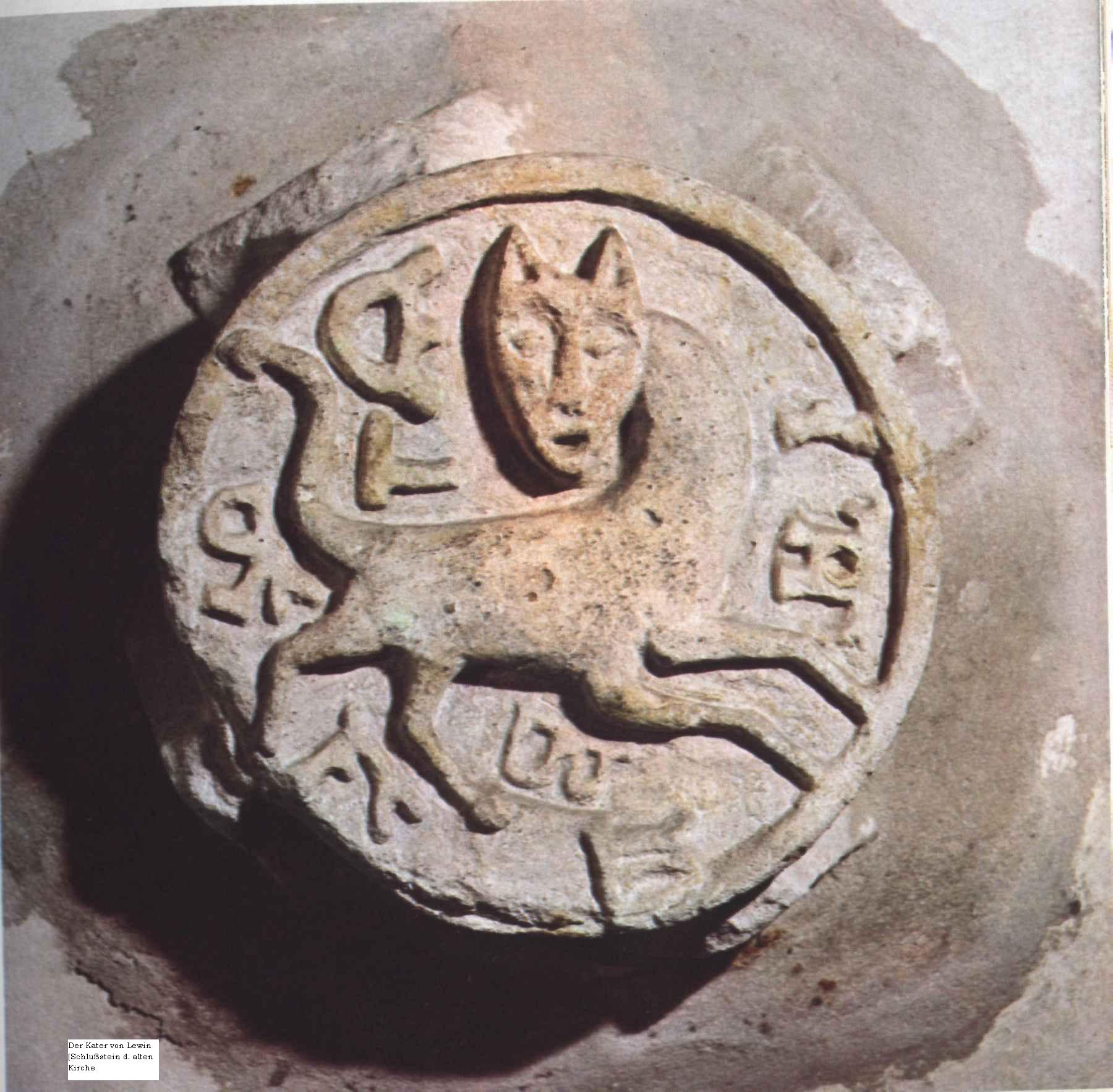
Reliéf uvnitř kostela zvaný „Levínský kocour“

Jedná se o kruhovou centrální stavbu s kupolí a lucernou. Po východní straně se nachází pravoúhlá sakristie. Zevně je opatřen lizénami. Velká okna jsou se segmentovými záklenky. Kostel má tři obdélné portály. Uvnitř se nachází centrální kupolový prostor s ochozem v přízemí a emporami v patře. Na osmi pilířích se nacházejí vysoké pilastry.

## Zařízení
Hlavní oltář byl vytvořen současně v době výstavby kostela. Nachází se na východní straně ve vysoké arkádě, která je bez empory. Je zde portikus z umělého mramoru. V jeho vrcholu se nachází pozlacený kříž. Dole nad menzou je nástavec s volutovými křídly na koso a anděly. V zasklené skříni na hlavním oltáři je socha Piety. Jedná se o kopii, protože původní socha umístěná v muzeu, byla patrně gotického původu a pocházela z 1. poloviny 15. století. Údajně byla převezená z bývalého kostela Panny Marie Hybernského kláštera v Praze. 
Boční oltář sv. Anny je s obrazem jehož autorem je F. Hochelberuz. Pochází z roku 1839. Byl doplněn dvěma většími a dvěma menšími sochami a dvěma andílky. Boční oltář sv. Maří Magdalény s barokním titulním obrazem býval kdysi připisován Karlu Škrétovi, pochází pravděpodobně z některého zrušeného kostela z Prahy. Obraz Kristovy hlavy je signovaný W. Manes 1835. Obraz Madony s dítětem je barokní a pochází z 18. století. 
Socha Panny Marie v řezaném rámu je z období po roku 1700. Další pět soch pochází z 18. – 19. století. Většina soch je v roce 2016 umístěna v depozitáři. Kazatelna je válcová. Nese sochy evangelistů a je opatřena reliéfem. Nátěr kazatelny byl placen v roce 1800 F. J. Peschkovi. Křtitelnice je cínová, polygonálního tvaru, na vysoké noze. V kostele je při jižním vchodu ve stěně zazděná kopie klenebního svorníku ze 13. století. Je na něm dobové ztvárnění lva doplněného nápisem ve staroslověnské cyrilici, který symbolizuje Krista – biblického lva z kmene Judova. Starší prameny se o nápisu domnívaly, že se jedná o germánské runy či dokonce o keltské písmo. Zobrazený lev bývá nazýván zlidovělým termínem: „Levínský kocour“ a jeho další zpodobení se nachází v různých variantách na řadě míst v obci.